# Elisir (Alice)
Elisir è il nono album in studio del 1987 di Alice.

## Descrizione
Originariamente era stato concepito come album live, ma fu poi deciso di registrare in studio alcuni brani del passato. L'album è prodotto da Francesco Messina. Tra gli altri, hanno collaborato agli arrangiamenti Marco Liverani e Marco Guarnerio, e Michele Fedrigotti  per la supervisione.
L'album contiene anche un inedito (Nuvole) e una cover dei Beatles (The fool on the hill) arrangiata da Marco Liverani, che ha arrangiato anche "Il vento caldo dell'estate": il transfer del brano è stato realizzato proprio negli Abbey Road Studios.
Notte a Roma presenta una lieve modifica nella strofa iniziale, rispetto alla versione originale contenuta nell'album Falsi allarmi (1983); Hispavox è la nuova versione di Rumba rock (già pubblicata nell'album Capo Nord del 1980), così reintitolata per l'arrangiamento spagnoleggiante.
L'album è stato premiato dalla critica tedesca. In Italia è stato presentato nella trasmissione musicale "DOC" (1988), attraverso le esecuzioni dal vivo di tutti i brani, con tutti i musicisti.
La grafica e la copertina dell'album sono state utilizzate l'anno successivo per una raccolta dal titolo Kusamakura, pubblicata solo in Giappone. Kusamakura attinge dagli album Park Hotel ed Elisir, e contiene Le scogliere di Dover, prima versione del brano Cieli del nord (poi inserito ne Il sole nella pioggia) presentata al World Song Popular Festival Yamaha di Tokyo.

## Tracce
1. Nuvole (Alice, Tuni, Messina) - 5:13
2. Il vento caldo dell'estate (Alice, Battiato, Pio) - 4:26
3. Notte a Roma (Alice) - 4:14
4. Hispavox (Alice, Battiato, Pio) - 5:03
5. I treni di Tozeur (Cosentino, Battiato, Pio) - 4:23
6. The Fool on the Hill (Lennon, McCartney) - 3:32
7. Una notte speciale (Alice, Battiato, Pio) - 4:40
8. La mano (Alice) - 5:46

## Formazione
- Alice – voce, tastiera
- Curt Cress – batteria, percussioni
- Francesco Messina - tastiera, programmazione
- Filippo Destrieri – tastiera
- Michele Fedrigotti – tastiera, pianoforte
- Marco Guarnerio – chitarra acustica, chitarra elettrica